# Aeroportul North Bay/Jack Garland
Aeroportul North Bay/Jack Garland (IATA: YYB, ICAO: CYYB) este un aeroport din Ontario, Canada ce deservește zona North Bay⁠(d). Aeroportul a fost tranzitat în 2020 de 14.951 de pasageri. A fost numit după Jack Garland⁠(d).
Situat la o altitudine de 370 m, aeroportul dispune de o singură pistă.